# Sükösd Éva
Sükösd Éva (Kolozsvár, 1928. július 22. –) erdélyi magyar földrajzi szakíró, egyetemi oktató, Sükösd János felesége.

## Életútja, munkássága
Iskoláit szülővárosában végezte, a Bolyai Tudományegyetemen, földtan–földrajz szakon szerzett tanári oklevelet (1953). Előzőleg már tanított a kolozsvári református elemi iskolában (1947–48), majd a besztercei állami elemi iskolában (1948–50); az egyetemi diploma megszerzése után tanársegéd és tudományos kutató a Bolyai Tudományegyetemen, majd a BBTE-n (1953–70); tanár a kolozsvári Pedagógiai Továbbképző Intézetben (1970–77). 1977-ben férjével együtt áttelepült Magyarországra, itt nyugdíjazásáig a budapesti Központi Statisztikai Hivatal alkalmazottja.
Szaktanulmányait 1960-tól társadalomföldrajzi témakörben társszerzőkkel román nyelvű folyóiratokban, legnagyobbrészt a Studia Univiversitatis Babeş–Bolyai földrajzi sorozatában közölte. Magyar nyelvű írásainak témája a tanítás módszertana, ezek a Tanügyi Újságban jelentek meg.